# Predsednik Islandije
Predsednik Islandije (islandsko Forseti Íslands) je državni poglavar Islandije. Trenutna predsednica je Halla Tómasdóttir; prvič je bila izvoljena leta 2024.
Predsednik je na splošnih volitvah izvoljen za štiriletni mandat. Izvoljen je lahko večkrat, ima pa določene omejitve pri pooblastilih. Predsedniška rezidenca se nahaja v Bessastaðirju v mestu Garðabær, blizu glavnega mesta Reykjavík.

## Izvor
Ko je Islandija leta 1944 s sprejetjem nove ustave postala republika, je položaj islandskega kralja preprosto zamenjal predsednik Islandije. Prehodna določba nove ustave je določala, da prvega predsednika izvoli parlament.

### Etimologija
Izraz za predsednika v islandskem jeziku je forseti. Beseda forseti pomeni tistega, je najbolj ustoličen (sá sem fremst situr); to je v staronorveški/islandski ali dobesedno fore-sitter. To je ime enega od Azijev, boga pravičnosti in sprave v nordijski mitologiji. Na splošno ga poistovetijo s Fositom, bogom Frizijcev.

## Pooblastila in dolžnosti

### Izvršilna pooblastila

#### Vlada
Predsednik imenuje ministre v Vladi Islandije, določa njihovo število in delitev nalog. Ministri ne morejo odstopiti, razrešiti jih mora predsednik. Ministri so delegirani izvršnih pooblastil predsednika in so odgovorni za svoja dejanja.
Po splošnih volitvah ima predsednik dolžnost, da vodji stranke (tistega, za katerega predsednik meni, da je najverjetneje sposoben oblikovati večinsko koalicijsko vlado), podeli mandat za pogajanja o sestavi vlade. Sveinn Björnsson in Asgeir Ásgeirsson sta igrala zelo aktivno vlogo pri oblikovanju vlade. Poskušala sta vzpostaviti vlade, primerne njunim političnim preferencam, na drugi strani pa sta bila Kristján Eldjárn in Vigdis Finnbogadóttir pasivna in nevtralna do mandatarjev in strank, ki sestavljajo vlado.

#### Državni svet
Predsednik in vlada se sestajata v državnem svetu. Vlada mora predsednika obveščati o pomembnih zadevah države in pripravljenih predlogih zakonov. Na sestankih lahko vlada predlaga tudi sklic, preložitev ali razpustitev parlamenta.

#### Pregon in pomilostitev
Predsednik lahko odloči, da se pregon zaradi kaznivega dejanja ustavi, lahko pa tudi podeli tudipomilostitev in amnestijo.

### Zakonodajna pooblastila
2. člen ustave določa, da predsednik in parlament skupaj izvajata zakonodajno oblast. Predsednik podpiše zakone, ki jih sprejme parlament ali odloči, da zakonov ne podpiše in tako nanje vloži veto. Zakoni, na katere je predsednik dal veto, lahko začno veljati, če jih potrdi referendum. Ólafur Ragnar Grímsson (ki je služboval v letih 1996–2016) je edini predsednik, ki je vložil veto na zakonodajo Parlamenta, in sicer trikrat (2004, 2010, 2011). Ta moč naj bi bila prvotno uporabljena le v izjemno olajševalnih okoliščinah.
Če parlament ne zaseda, lahko predsednik izda začasne zakone, ki morajo biti v skladu z ustavo. Začasni zakoni postanejo nični, če jih parlament ne potrdi na sklicu. Noben predsednik še nikoli ni predložil zakonov ali sklepov niti izdal začasnih zakonov.
30. člen ustave določa, da lahko predsednik odobri izjeme od zakonov. Noben predsednik tega pooblastila še ni izkoristil.

#### Parlament
Predsednik po splošnih volitvah skliče parlament in ga formalno razpusti. Seje lahko začasno prekine in jih premakne, če se mu zdi potrebno. Poleg tega predsednik vsako leto odpre vsa redna zasedanja parlamenta.

### Svečane naloge
Predsednik je imenovani veliki mojster Sokolovega reda.

## Plača
Predsednik mesečno prejema 2.480.341 islandskih kron. 9. člen ustave določa, da plače aktualnemu predsedniku ni mogoče znižati.

## Rezidenca
12. člen ustave določa, da mora predsednik prebivati v Reykjavíku ali v njegovi bližini. V začetku je bila uradna rezidenca predsednika Bessastaðir, ki stoji v Garðabærju.

## Pogoji
4. in 5. člen ustave določata naslednje kvalifikacije za predsednika:
- izpolnjujejo kvalifikacije, določene za parlamentarce
- biti mora star vsaj 35 let
- imajo vsaj 1500 priznanj

## Namestništvo
7. in 8. člen ustave določata, da v primeru predsednikove smrti ali nezmožnosti opravljanja funkcije (npr. kadar je v tujini ali bolan), predsednik vlade, predsednik parlamenta in predsednik vrhovnega sodišča skupno prevzamejo njegovo funkcijo, dokler predsednik ne okreva ali je bil izvoljen nov predsednik. Njihova srečanja vodi predsednik parlamenta, kjer glasujejo o morebitnih predsedniških odločitvah.
Če predsednik umre ali odstopi, državljani novega predsednika izvolijo za štiriletni mandat, ki se konča 31. julija v četrtem letu po volitvah. Sveinn Björnsson je do zdaj edini predsednik, ki je umrl med mandatom, in sicer leta 1952. Volitve so bile tako sprožene eno leto pred rokom.

## Odstranitev
11. člen ustave določa postopek, s katerim je predsednika mogoče razrešiti s položaja. Navaja, da predsednik ne nosi odgovornosti za dejanja svoje vlade in da ga ni mogoče preganjati brez soglasja parlamenta. Referendum, ki ga je sprožil parlament s tričetrtinsko podporo, mora odobriti njegovo odstranitev. Ko parlament potrdi referendum, se mora predsednik začasno umakniti, dokler niso znani rezultati referenduma. Referendum je treba izvesti v dveh mesecih po glasovanju, in če je odstranitev predsednika zavrnjena, se parlament takoj razpusti in skličejo se nove splošne volitve.

## Seznam predsednikov
Od ustanovitve republike je Islandija imela šest predsednikov.
| #  | Predsednik | Predsednik                          | Začetek mandata | Konec mandata    |
| -- | ---------- | ----------------------------------- | --------------- | ---------------- |
| 1. |            | Sveinn Björnsson (1881–1952)        | 17. junij 1944  | 25. januar 19522 |
| 2. |            | Ásgeir Ásgeirsson (1894–1972)       | 1. avgust 1952  | 1. avgust 1968   |
| 3. |            | Kristján Eldjárn (1916–1982)        | 1. avgust 1968  | 1. avgust 1980   |
| 4. |            | Vigdís Finnbogadóttir (1930)        | 1. avgust 1980  | 1. avgust 1996   |
| 5. |            | Ólafur Ragnar Grímsson (1943)       | 1. avgust 1996  | 1. avgust 2016   |
| 6. |            | Guðni Thorlacius Jóhannesson (1968) | 1. avgust 2016  | 1. avgust 2024   |
| 6. |            | Halla Tómasdóttir (1968)            | 1. avgust 2024  |                  |